# 四川水库列表
至2007年，中国四川省共有大型水库8座，按库容量依次为二滩水库、升钟水库、紫坪铺水库、龚嘴水库、大桥水库、黑龙滩水库、鲁班水库、三岔水库。
根据中华人民共和国水利部发布的《中国水库名称代码》（中华人民共和国行业标准SL259-2000）将四川省所有大型水库及中型水库列表如下。

## 大型水库
| 水库       | 水系   | 总库容 亿立方米 | 位置 |
| ---------- | ------ | --------------- | ---- |
| 二滩水库   | 雅砻江 | 61.40           |      |
| 瀑布沟水库 | 大渡河 | 53.90           |      |
| 宝珠寺水库 | 白龙江 | 25.50           |      |
| 升钟水库   | 西河   | 13.39           |      |
| 紫坪铺水库 | 岷江   | 11.12           |      |
| 龚嘴水库   | 大渡河 | 7.13            |      |
| 大桥水库   | 安宁河 | 6.58            |      |
| 黑龙滩水库 | 集江河 | 3.60            |      |
| 鲁班水库   | 绿豆河 | 2.94            |      |
| 三岔水库   | 降溪河 | 2.29            |      |
| 铜街子水库 | 大渡河 |                 |      |

- 亭子口水库 苍溪县亭子乡
- 跃进水库 (仁和)  攀枝花市仁和区
- 马湖水库  雷波县
- 艾大桥水库  泸县立石镇
- 马庙水库  泸州市纳溪区大渡镇
- 马尔岩水库  南溪县江家镇
- 红旗水库  会理县老街乡
- 七零水库  宁南县西瑶乡
- 郝家村水库  高县复兴镇
- 木桥沟水库  富顺县板桥镇
- 双溪水库 (荣县)  荣县富北乡
- 莲花洞水库  彭州市磁丰镇
- 柏林寺水库  隆昌县石碾镇
- 东禅寺水库  乐至县大佛镇
- 团结水库 (资阳)  资阳市丰谷镇
- 葫芦口水库  威远县新场镇
- 长沙坝水库  威远县观音滩镇
- 松林水库  内江市东兴区同福乡
- 黄河镇水库  内江市中区永安镇
- 古宇庙水库  隆昌县金鹅镇
- 老鹰水库  资阳市临江镇
- 石盘水库  简阳市石盘镇
- 三岔水库  简阳市三岔镇
- 张家岩水库  简阳市五指乡
- 黄板桥水库  内江市东兴区大治乡
- 龙江水库  资中县龙江镇
- 朝阳水库  安岳县朝阳乡
- 报花厅水库  安岳县九龙乡
- 磨滩河水库  安岳县磨滩乡
- 三溪口水库  泸县立石镇
- 同心桥水库  大竹县同家镇
- 二滩水库  攀枝花市
- 百丈水库  蒲江县
- 长滩水库  崇州市
- 三溪口水库  名山县百丈乡
- 向阳水库  三台县金石镇
- 团结水库 (井研)  井研县天云乡
- 毛坝水库  犍为县罗城镇
- 三岔河水库  犍为县定文镇
- 新店水库  犍为县定文镇
- 太平寺水库  乐山市中区青平镇
- 高中水库  青神县罗湾乡
- 复兴水库  丹棱县中隆乡
- 梅湾水库  洪雅县汉王乡
- 两河口水库  仁寿县洪峰乡
- 黑龙滩水库  仁寿县高店乡
- 洪峰水库  中江县继光镇
- 龚嘴水库  乐山市
- 铜街子水库  乐山市沙湾区
- 总岗山水库  眉山县郑军乡
- 磨尔滩水库  南充市高坪区
- 石滩水库  阆中市石滩镇
- 大深沟水库  蓬安县济渡乡
- 工农水库  广元市元坝区磨滩镇
- 白桥水库  苍溪县白桥乡
- 大高滩水库  岳池县兴隆镇
- 闫家沟水库  苍溪县伏公乡
- 万秀桥水库  邻水县石永镇
- 紫云水库  广元市元坝区
- 响水滩水库  岳池县花园镇
- 五排水水库  武胜县
- 文家角水库  苍溪县石门乡
- 宝珠寺水库  广元市
- 升钟水库  南部县升水镇
- 八尔滩水库  南部县大埝乡
- 四九滩水库  广安市广安区
- 忠心水库  宣汉县凉风乡
- 柏林水库  渠县贵福区
- 幸福水库  营山县清水乡
- 思德水库  仪陇县柳垭镇
- 全民水库  广安县浓溪镇
- 回龙水库  岳池县太平镇
- 七一水库 (广安)  广安县郑山乡
- 友宜水库  平昌县南风乡
- 风滩水库  平昌县夹山乡三房村
- 化成水库  巴中市化成镇
- 沙滩河水库  达县堡子区
- 玉堂水库  南江县红光乡
- 江口水库 (宣汉)  宣汉县东乡镇
- 乌木滩水库  大竹县乌木乡
- 宝石桥水库  开江县宝石乡
- 明星水库  达县大树镇
- 赤城湖水库  蓬溪县赤城镇
- 红旗堰水库  梓潼县许州镇
- 蟠龙河水库  乐至县东山镇
- 棉花沟水库  江油市战旗镇
- 战旗水库  中江县兴隆镇
- 上游水库 (涪城)  绵阳市涪城区河边乡
- 白水河水库  乐至县蟠龙镇
- 双河口水库  安岳县八庙乡
- 鲁班水库  三台县
- 东方红水库  安县沸水乡
- 红旗水库  西充县
- 继光水库  中江县元兴乡
- 元兴水库  中江县白果乡
- 响滩子水库  三台县塔山镇
- 五五水库  遂宁市中区白马镇
- 星花水库  蓬溪县河边镇
- 寸塘口水库  蓬溪县寸塘口
- 书房坝水库  蓬溪县天保镇
- 跑马滩水库  遂宁市中区东禅镇
- 麻子滩水库  蓬溪县赤城镇
- 新生水库  遂宁市中区拦江镇
- 阎家沟水库 苍溪县伏公乡